# Cúp bóng đá nữ Nam Mỹ
Giải vô địch bóng đá nữ Nam Mỹ (tiếng Tây Ban Nha: Copa América Femenina, trước là Campeonato Sudamericano de Fútbol Femenino hay Sudamericano Femenino) là giải bóng đá nữ tổ chức bởi CONMEBOL dành cho các đội tuyển quốc gia tại Nam Mỹ. Giải được diễn ra lần đầu vào năm 1991 và đóng vai trò là vòng loại World Cup khu vực Nam Mỹ. Brasil là đội giàu thành tích nhất với 8 lần giành chức vô địch.

## Kết quả
| Năm           | Chủ nhà   | Chung kết   | Chung kết         | Chung kết   | Tranh giải ba | Tranh giải ba         | Tranh giải ba |
| Năm           | Chủ nhà   | Vô địch     | Tỉ số             | Á quân      | Hạng ba       | Tỉ số                 | Hạng tư       |
| ------------- | --------- | ----------- | ----------------- | ----------- | ------------- | --------------------- | ------------- |
| 1991 Chi tiết | Brasil    | · Brasil    | Thi đấu vòng tròn | · Chile     | · Venezuela   | —                     | —             |
| 1995 Chi tiết | Brasil    | · Brasil    | 2–0               | · Argentina | · Chile       | Thi đấu vòng tròn     | · Ecuador     |
| 1998 Chi tiết | Argentina | · Brasil    | 7–1               | · Argentina | · Perú        | 3–3 (s.h.p.) (5–4 (p) | · Ecuador     |
| 2003 Chi tiết | Perú      | · Brasil    | Thi đấu vòng tròn | · Argentina | · Colombia    | Thi đấu vòng tròn     | · Perú        |
| 2006 Chi tiết | Argentina | · Argentina | Thi đấu vòng tròn | · Brasil    | · Uruguay     | Thi đấu vòng tròn     | · Paraguay    |
| 2010 Chi tiết | Ecuador   | · Brasil    | Thi đấu vòng tròn | · Colombia  | · Chile       | Thi đấu vòng tròn     | · Argentina   |
| 2014 Chi tiết | Ecuador   | · Brasil    | Thi đấu vòng tròn | · Colombia  | · Ecuador     | Thi đấu vòng tròn     | · Argentina   |
| 2018 Chi tiết | Chile     | · Brasil    | Thi đấu vòng tròn | · Chile     | · Argentina   | Thi đấu vòng tròn     | · Colombia    |
| 2022 Chi tiết | Colombia  | · Brasil    | 1–0               | · Colombia  | · Argentina   | 3–1                   | · Paraguay    |
| 2025 Chi tiết | Ecuador   |             |                   |             |               |                       |               |

## Thành tích
| Đội       | Vô địch                                            | Á quân               | Hạng ba        | Hạng tư        |
| --------- | -------------------------------------------------- | -------------------- | -------------- | -------------- |
| Brasil    | 8 (1991, 1995, 1998, 2003, 2010, 2014, 2018, 2022) | 1 (2006, 2021)       | -              | -              |
| Argentina | 1 (2006)                                           | 3 (1995, 1998, 2003) | 2 (2018, 2022) | 2 (2010, 2014) |
| Colombia  | -                                                  | 3 (2010, 2014, 2022) | 2 (2003)       | 1 (2018)       |
| Chile     | -                                                  | 2 (1991,2018)        | 2 (1995, 2010) | -              |
| Ecuador   | -                                                  | -                    | 1 (2014)       | 2 (1995, 1998) |
| Perú      | -                                                  | -                    | 1 (1998)       | 1 (2003)       |
| Uruguay   | -                                                  | -                    | 1 (2006)       | -              |
| Venezuela | -                                                  | -                    | 1 (1991)       | -              |
| Paraguay  | -                                                  | -                    | -              | 2 (2006, 2022) |

## Vua phá lưới
| Năm  | Tên cầu thủ      | Số trận | Số bàn |
| ---- | ---------------- | ------- | ------ |
| 1991 | Adri             | 2       | 4      |
| 1995 | Sissi            | 4       | 12     |
| 1998 | Roseli           | 6       | 16     |
| 2003 | Marisol Medina   | 5       | 7      |
| 2006 | Cristiane        | 7       | 12     |
| 2010 | Marta            | 7       | 9      |
| 2014 | Cristiane        | 6       | 7      |
| 2018 | Catalina Usme    | 9       | 7      |
| 2022 | Yamila Rodríguez | 6       | 6      |

## Các đội tham dự
Chú thích
- VĐ – Vô địch
- H2 – Á quân
- H3 – Hạng ba
- VB – Vòng bảng
- — Chủ nhà

| Đội       | 1991 | 1995 | 1998 | 2003 | 2006 | 2010 | 2014 | 2018 | 2022 | Số VCK |
| --------- | ---- | ---- | ---- | ---- | ---- | ---- | ---- | ---- | ---- | ------ |
| Argentina | —    | H2   | H2   | H2   | VĐ   | H4   | H4   | H3   | H3   | 8      |
| Bolivia   | —    | H5   | VB   | VB   | VB   | VB   | VB   | VB   | VB   | 8      |
| Brasil    | VĐ   | VĐ   | VĐ   | VĐ   | H2   | VĐ   | VĐ   | VĐ   | VĐ   | 9      |
| Chile     | H2   | H3   | VB   | VB   | VB   | H3   | VB   | H2   | H5   | 9      |
| Colombia  | —    | —    | VB   | H3   | VB   | H2   | H2   | H4   | H2   | 7      |
| Ecuador   | —    | H4   | H4   | VB   | VB   | VB   | H3   | VB   | VB   | 8      |
| Paraguay  | —    | —    | VB   | VB   | H4   | VB   | VB   | VB   | H4   | 7      |
| Perú      | —    | —    | H3   | H4   | VB   | VB   | VB   | VB   | VB   | 7      |
| Uruguay   | —    | —    | VB   | VB   | H3   | VB   | VB   | VB   | VB   | 7      |
| Venezuela | H3   | —    | VB   | VB   | VB   | VB   | VB   | VB   | VB   | 8      |

## Số liệu thống kê chung
Tính đến mùa giải 2022
| Thứ hạng | Đội       | Lần | Trận | Thắng | Hòa | Thua | Bàn thắng | Bàn thua | Hiệu số | Điểm |
| -------- | --------- | --- | ---- | ----- | --- | ---- | --------- | -------- | ------- | ---- |
| 1        | Brasil    | 9   | 50   | 47    | 1   | 2    | 268       | 18       | +250    | 142  |
| 2        | Argentina | 8   | 50   | 30    | 5   | 15   | 120       | 64       | +56     | 95   |
| 3        | Colombia  | 7   | 40   | 22    | 7   | 11   | 89        | 65       | +24     | 73   |
| 4        | Chile     | 9   | 39   | 14    | 7   | 18   | 69        | 77       | −8      | 49   |
| 5        | Paraguay  | 7   | 31   | 15    | 2   | 14   | 61        | 64       | −3      | 47   |
| 6        | Ecuador   | 8   | 35   | 12    | 5   | 18   | 57        | 87       | −30     | 41   |
| 7        | Venezuela | 8   | 29   | 7     | 3   | 19   | 28        | 85       | −57     | 24   |
| 8        | Perú      | 7   | 31   | 6     | 5   | 20   | 23        | 78       | −55     | 23   |
| 9        | Uruguay   | 7   | 29   | 6     | 3   | 20   | 29        | 83       | −54     | 21   |
| 10       | Bolivia   | 8   | 30   | 3     | 2   | 25   | 27        | 150      | −123    | 11   |